# Christian Setzepfandt

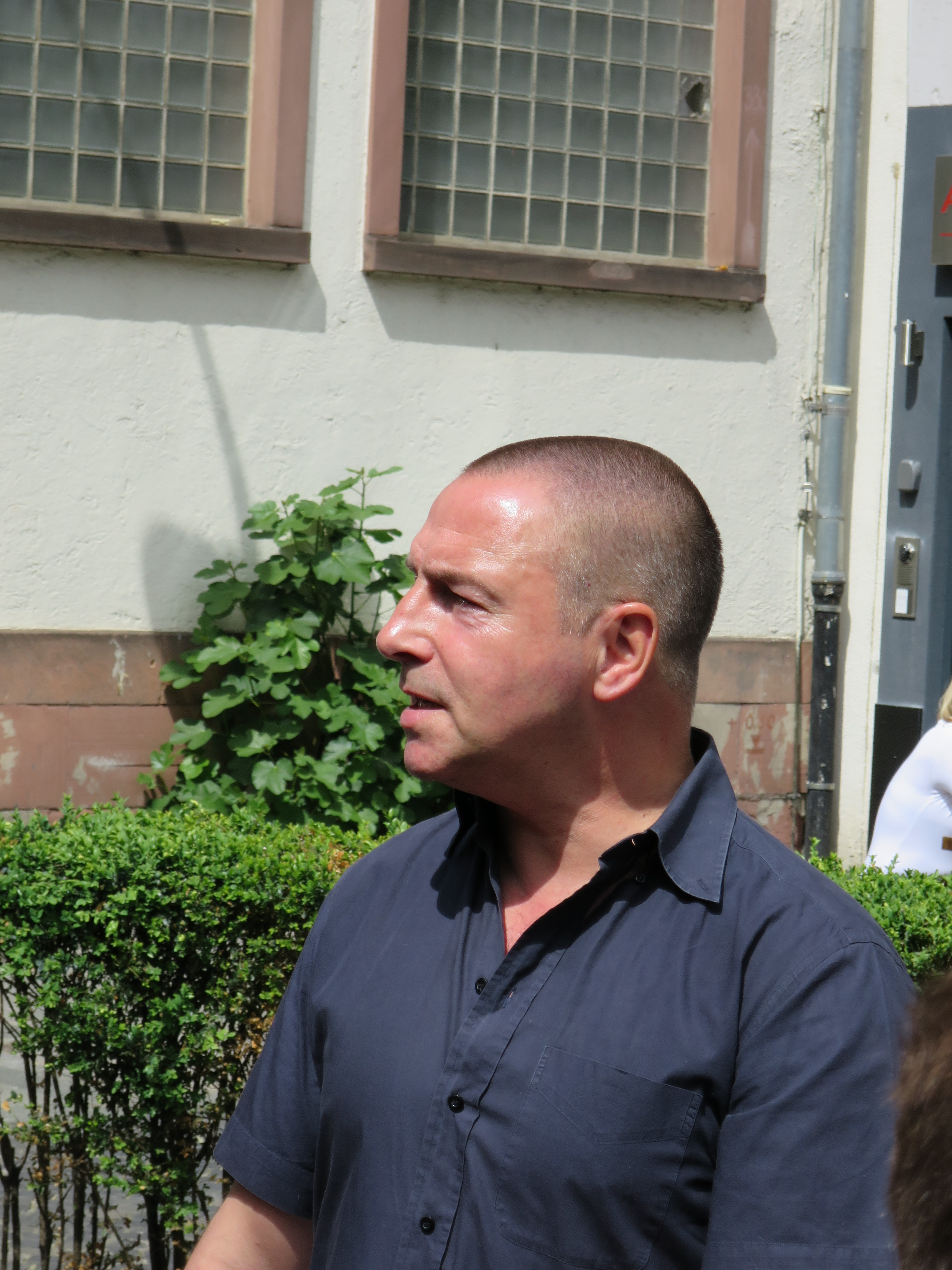
Christian Setzepfandt bei einer Stadtführung in Frankfurt am Main

Wolf-Christian Richard Setzepfandt (* 26. Mai 1957 in Frankfurt am Main) ist ein deutscher Historiker, Kunsthistoriker, Autor und Stadtführer in Frankfurt am Main und dort auch ehrenamtliches Magistratsmitglied.

## Leben
Christian Setzepfandt verbrachte seine Kindheit und Jugend im Frankfurter Westend. Nach dem Abitur lebte er einige Zeit in Indonesien und studierte ab 1976 in Kassel und Frankfurt Industriedesign und später Englisch sowie Kunstgeschichte. Zu Sprachstudien hielt er sich danach mehr als zwei Jahre in den Vereinigten Staaten auf. Seit 1977 arbeitet er in Frankfurt und Umgebung als selbständiger Stadt- und Gästeführer. Daneben hat er im Laufe der Jahre mehrere Ausstellungen organisiert, hält regelmäßig Vorträge zu vorwiegend Frankfurter Themen und hat über Frankfurter Architektur und Frankfurter Begebenheiten zahlreiche Beiträge und Bücher publiziert.

## Engagement
Schon seit seiner Jugend setzt sich Christian Setzepfandt aktiv für die Schwulenbewegung ein und arbeitet ehrenamtlich als Vorstand bei der Frankfurter AIDS-Hilfe. In diesem Amt organisiert er unter anderem überregionale Veranstaltungen sowie die Prävention und ist für die Öffentlichkeitsarbeit zuständig. Seit zwei Jahrzehnten organisiert er für die AIDS-Hilfe mit seinen Mitarbeitenden die zentralen Veranstaltungen zum Welt-AIDS-Tag, die jährlich am 1. Dezember in der Frankfurter Paulskirche und nach einem Schweigemarsch am AIDS-Memorial und dem Frankfurter Engel nahe der Peterskirche begangen werden. Organisatorisch betreut er auch den „Lauf für mehr Zeit“. Darüber hinaus moderiert er seit vielen Jahren den Polit-Talk auf dem Frankfurter CSD und die „Gedenkminute“ anlässlich der an AIDS verstorbenen Menschen.
Politisch parteilos engagiert er sich doch seit vielen Jahren bei den Frankfurter Grünen und war von 2011 bis 2016 als ehrenamtliches Magistratsmitglied im Stadtrat von Frankfurt am Main tätig. Er saß in dieser Funktion auch im Aufsichtsrat der Frankfurter Tourismus- und Congress GmbH. Seit dem September 2022 ist er wieder ehrenamtliches Mitglied des Magistrats.

## Auszeichnungen
- 2014 erhielt er den Ehrenbrief des Landes Hessen[4]

## Publikationen (Auswahl)
- Als Hrsg.: Goethe in Frankfurt: „Goethe und die Kunst“ vom 21. Mai bis 7. August 1994 in der Schirn-Kunsthalle Frankfurt. In: Vernissage, Jg. 2 Nr. 5, Burkert und Müller, Heidelberg 1994.
- Architekturführer Frankfurt am Main / Architectural Guide. 3. Auflage. Dietrich Reimer Verlag, Berlin 2002, ISBN 3-496-01236-6.
- Geheimnisvolles Frankfurt am Main: Bekanntes und Unbekanntes, neu entdeckt. Wartberg Verlag, Gudensberg-Gleichen 2003, ISBN 3-8313-1347-4.
- Zusammen mit Silke Wustmann: Frankfurter ArchitekTour: Die 100 wichtigsten Gebäude der Mainmetropole aus allen Epochen und sechs thematische Stadtrundgänge. B3-Verlag, Frankfurt 2009, ISBN 978-3-938783-14-6.
- Zusammen mit Peter Braunholz und Britta Boerdner: Der Frankfurter Hauptfriedhof. Societäts-Verlag 2009, ISBN 978-3-7973-1147-4.
- Zusammen mit Frank Berger: 101 Unorte in Frankfurt. Societäts-Verlag, Frankfurt am Main 2011, ISBN 978-3-7973-1248-8.
- Zusammen mit Frank Berger: 102 neue Unorte in Frankfurt. Societäts-Verlag, Frankfurt am Main 2012, ISBN 978-3-942921-41-1.
- Zusammen mit Frank Berger: 103 Unorte in Frankfurt. Societäts-Verlag, Frankfurt am Main 2013, ISBN 978-3-95542-007-9.